# Marco i Gina
Marco i Gina (wł. Sopra i tetti di Venezia, ang. The Adventures Marco & Gina, 2003, 1992-1999 (Kanada)) – włoski serial animowany, który emitowany był w Polsce na kanale TVP1. Wersję polską przygotowało Studio Eurocom.

## Opis fabuły
Serial opowiada o przygodach zakochanej pary Marco i Gina, zamieszkujących miasteczko blisko zabytkowej Wenecji, gdzie żyje jedynie ptactwo. Jest to miasto wyposażone w najnowszą technologię, pełne cennych skarbów. To właśnie Marco i Gina są odpowiedzialni za min. Ku Wang. Zły książę Cyryl za wszelką cenę będzie chciał zagarnąć skarby dla siebie.

## Bohaterowie
- Marco
- Gina
- Książę Cyryl
- Adela
- Hrabia Igor
- Bartuś
- Gucio

## Spis odcinków
1. Sorpresa, sorpresa
2. Il guardiano della notte
3. L'amore è nell'aria
4. Il piccolo giocoliere
5. Il torneo aereo
6. L'invito
7. La grande regata
8. La leggenda dello stelliogone
9. Un po' di sfortuna
10. Il tesoro del Doge
11. Il viaggio del Doge
12. Una vera donna d'affari
13. La visita
14. Il grande tenore
15. Passione eterna
16. Bloccati dalla neve
17. L'orologio
18. Operazione sesamo
19. Mio fratello è un Marziano
20. Venezia affonda
21. Il servizio fotografico di Ardelia
22. Pronti, motore, azione
23. Il neonato turbolento
24. Il fantasma del palazzo
25. Via libera ai clown
26. Il gondoliere nero